# SVD
Pour les articles homonymes, voir SVD (homonymie) et Dragunov.
Le SVD (en russe : Снайперская винтовка Драгунова, СВД ; Snaïperskaïa Vintovka Dragounova ou « fusil de précision Dragounov ») est un fusil de précision semi-automatique produit dans l'ex-Union soviétique et développé par Ievgueni Dragounov (1920-1991). Adopté par l'Armée Rouge en 1963 pour équiper ses snipers. Le SVD Dragunov est équipé d'une baïonnette AK. 
Le SVD a été largement distribué dans les pays du bloc communiste et a également été rétroconçu par les Chinois, servant sur tous les continents. Il est au fusil de précision ce que l'AK-47 est au fusil d'assaut : son représentant le plus répandu, principalement dans les pays d'Europe de l'Est, d'Afrique et du Moyen-Orient, dont il est souvent encore le fusil de précision standard des forces armées, mais aussi des guérillas et groupes rebelles locaux.

## Historique
Le SVD est adopté par l'URSS en 1963 pour remplacer les Mosin Nagant 91/30 et les SVT-40 vieillissants équipant ses snipers (tireurs d'élite). Il était fabriqué par le fabricant d'armes russe Izhmash, l'un des plus grands producteurs d'armes au monde (qui produit également le fusil d'assaut AK-47).
Le Dragounov a été conçu pour servir d'arme d'appui et de couverture, en portant la distance de feu d'un peloton d'infanterie jusqu'à une distance de 800 mètres. Dans cette configuration, il est équipé d'une fixation pour une baïonnette au bout du canon. L'État-major soviétique désirait équiper chacun de ses pelotons d'infanterie d'un homme muni d'un SVD. Les qualités de cette arme conduisirent à son utilisation répandue comme fusil de précision.
Doté d'un indice GRAU 6V1, il est calibré en haute puissance 7,62 × 54 mm R. Le SVD a été conçu pour servir de fusil d'appui aux groupes de combat, offrant une précision à longue portée lors des engagements des troupes ordinaires, suite à l'adoption par le Pacte de Varsovie de la cartouche intermédiaire 7,62×39 mm et des fusils d'assaut comme systèmes d'armes standard de l'infanterie. À l'époque, l'OTAN utilisait des fusils de combat chambrés en 7,62 × 51 mm OTAN comme systèmes d'armes d'infanterie standard et n'avait pas encore adopté de cartouche intermédiaire ni de fusil d'assaut proprement dit, ce qui leur permettait de surpasser leurs homologues du Pacte de Varsovie en termes de portée. Le Dragunov permettait au fantassin soviétique d'étendre la portée organique de sa petite unité et était particulièrement destiné à la suppression de l'ennemi.

## Développement

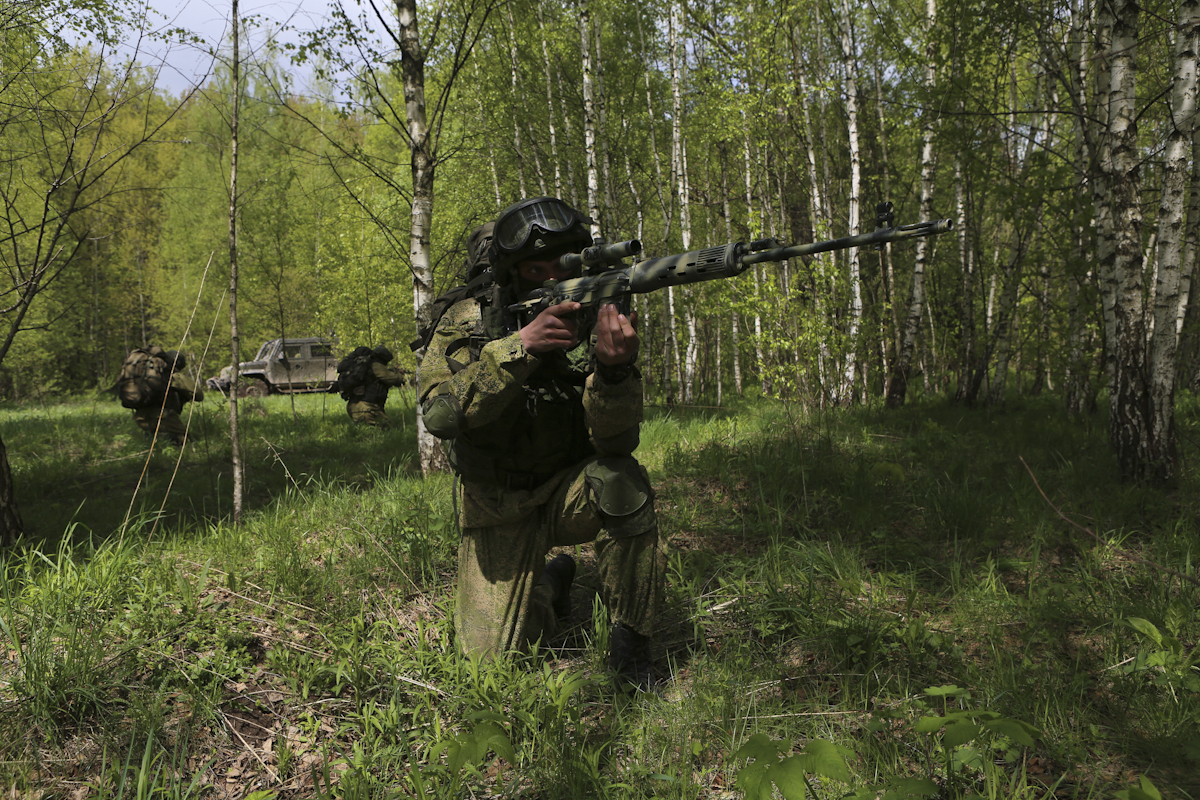
Un soldat d'une compagnie de reconnaissance VDV avec un SVD Dragunov camouflé lors de l'exercice Lynx dans la région de Toula, 2017.

Le SVD Dragunov a été développé de 1958 à 1963 et sélectionné comme vainqueur d'un concours qui comprenait trois groupes de concepteurs concurrents, dirigés par Sergueï Simonov (prototype rejeté en avril 1960), Aleksandr Konstantinov et Ievgueni Dragounov. Des tests approfondis sur le terrain des fusils menés dans une large gamme de conditions environnementales ont abouti à l'acceptation de la proposition de Dragunov en juillet 1963 ; le prototype concurrent 2B-W-10 de Konstantinov était plus simple et moins cher, mais une fois testé, il s'est avéré moins précis, durable et fiable.
Un premier lot de pré-production composé de 200 fusils a été assemblé à des fins d'évaluation et, à partir de 1964, la production en série a été entreprise par Izhmash, rebaptisée plus tard Kalashnikov Concern. Depuis lors, le SVD est devenu l'arme de soutien standard des tireurs d'élite pour les groupes de combat dans plusieurs pays, principalement dans le Pacte de Varsovie. La Chine a produit une copie du SVD par rétro-ingénierie d'exemples capturés pendant la guerre sino-vietnamienne, désignés Types 79 et 85. La Roumanie a été exclue de la fourniture de Dragunov en raison de son opposition à l'invasion de la Tchécoslovaquie en 1968 et a dû produire le PSL de qualité inférieure. Le Venezuela, dans la logique de sa révolution bolivarienne, a acquis 1 000 fusils Dragunov auprès de la Russie ainsi que 100 000 fusils Kalachnikov AK-103,,.

## Description

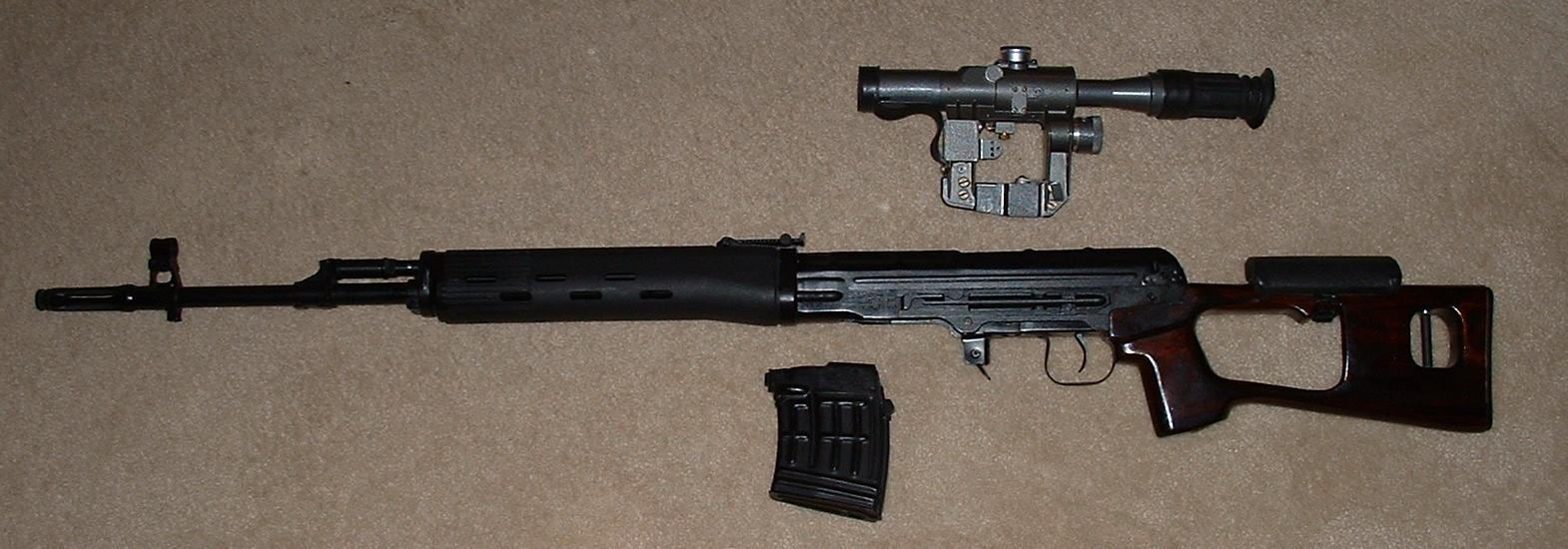
Le SVD Dragounov avec la lunette et le chargeur enlevés.

Le SVD Dragunov est un fusil de précision semi-automatique qui a été conçu dès le départ comme un fusil de précision (prototype SSV-58), plutôt que comme un fusil de combat d'infanterie repensé pour ce rôle. Les similitudes cosmétiques avec la famille de fusils AK visent à standardiser le manuel des armes et à faciliter l'entraînement de l'infanterie. Cela conduit parfois à une identification erronée du SVD comme une variante de l'AK et vice versa. La principale similitude est l'action AK utilisée dans le SVD. Le SVD a été conçu sur la base de l'expérience de la guerre urbaine de la Seconde Guerre mondiale et prend en compte le combat rapproché surprise. Il est donc équipé d'une baïonnette et de viseurs en fer pour être utilisé comme fusil de combat si nécessaire.

### Mécanisme de fonctionnement

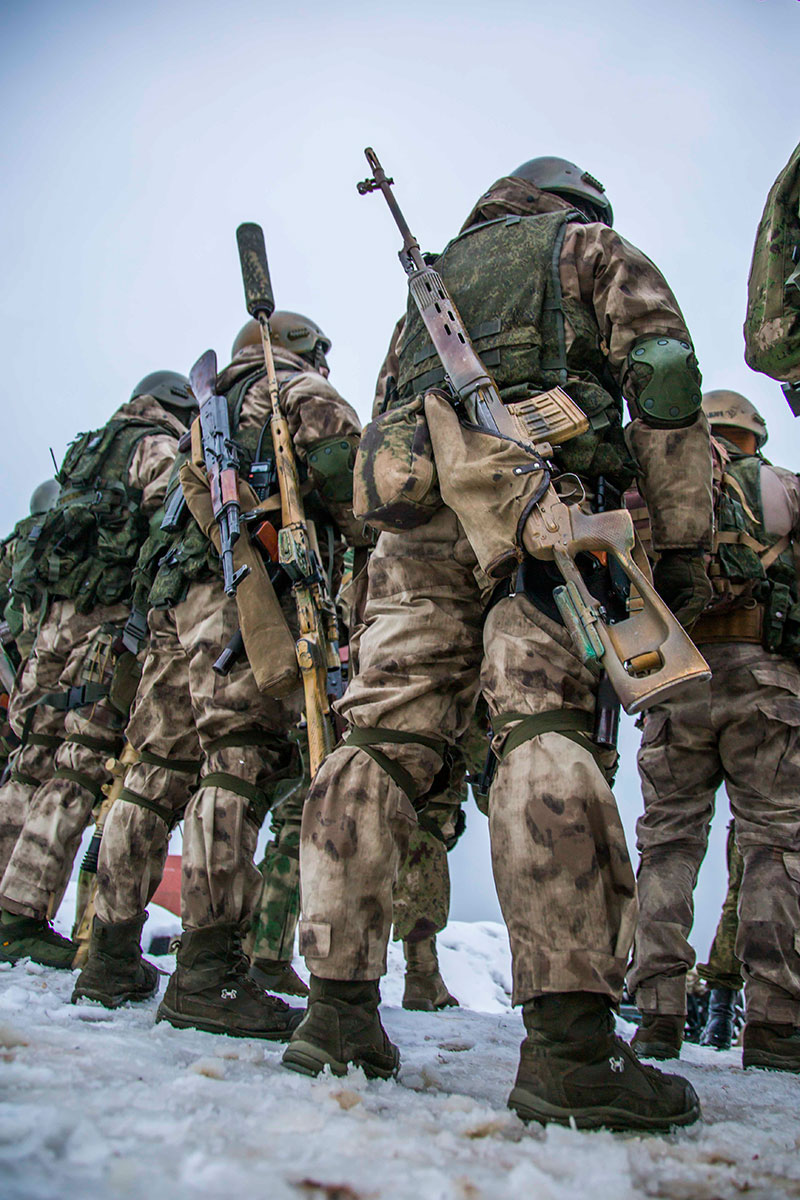
La crosse créuse du fusil Dragunov a été divisé à l'arrière d'un soldat russe à Alabino, oblast de Moscou, 2017.

La culasse du canon est verrouillée au moyen d'un verrou rotatif (rotation à gauche) et utilise trois ergots de verrouillage pour s'engager dans les évidements de verrouillage correspondants dans l'extension du canon. Son fonctionnant est basé sur l'emprunt des gaz. Le fusil est doté d'un mécanisme de type percussion et d'un sélecteur de sûreté à levier manuel. En plus de la déconnexion de la détente, le mécanisme de contrôle de tir dispose d'une deuxième déconnexion qui empêche le chien de tomber jusqu'à ce que le verrou soit fermé, semblable à une détente sur une arme à tir sélectif. Cependant, le SVD a été conçu pour le tir semi-automatique uniquement. Le percuteur du SVD est libre, ce qui signifie qu'il flotte librement. La carcasse du SVD est usinée pour améliorer la précision en ajoutant une résistance à la torsion.

Le fusil est alimenté par un chargeur incurvé amovible d'une capacité de 10 coups et à double rangée, où les cartouches sont empilées en deux colonnes réalisées selon un motif en zigzag décalé. Après avoir tiré la dernière cartouche du chargeur, l'ensemble culasse et la glissière sont maintenus vers l'arrière dans un loquet de culasse qui est libéré en tirant le levier de commande vers l'arrière.

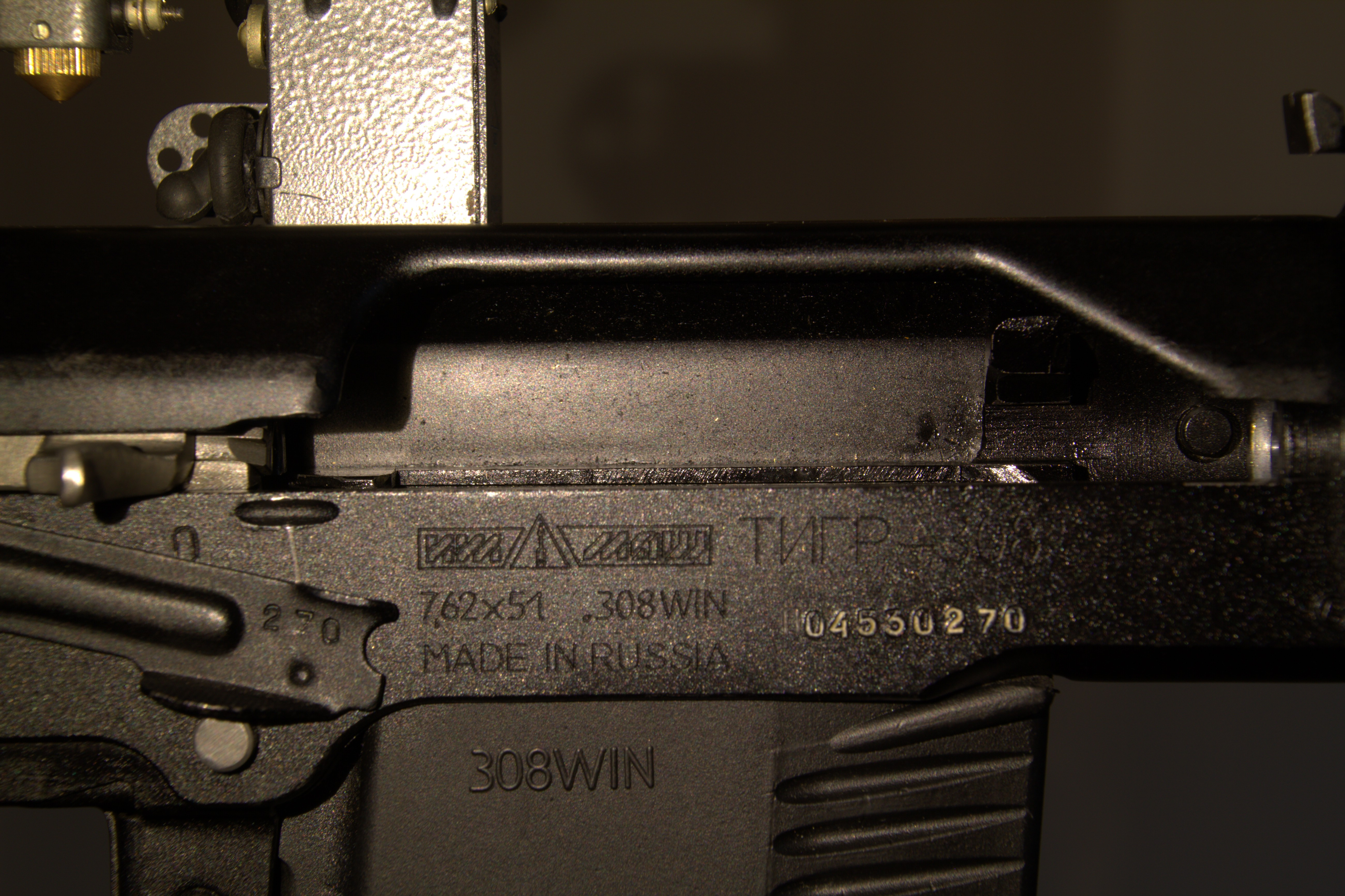
Fenêtre d'éjection ouverte.
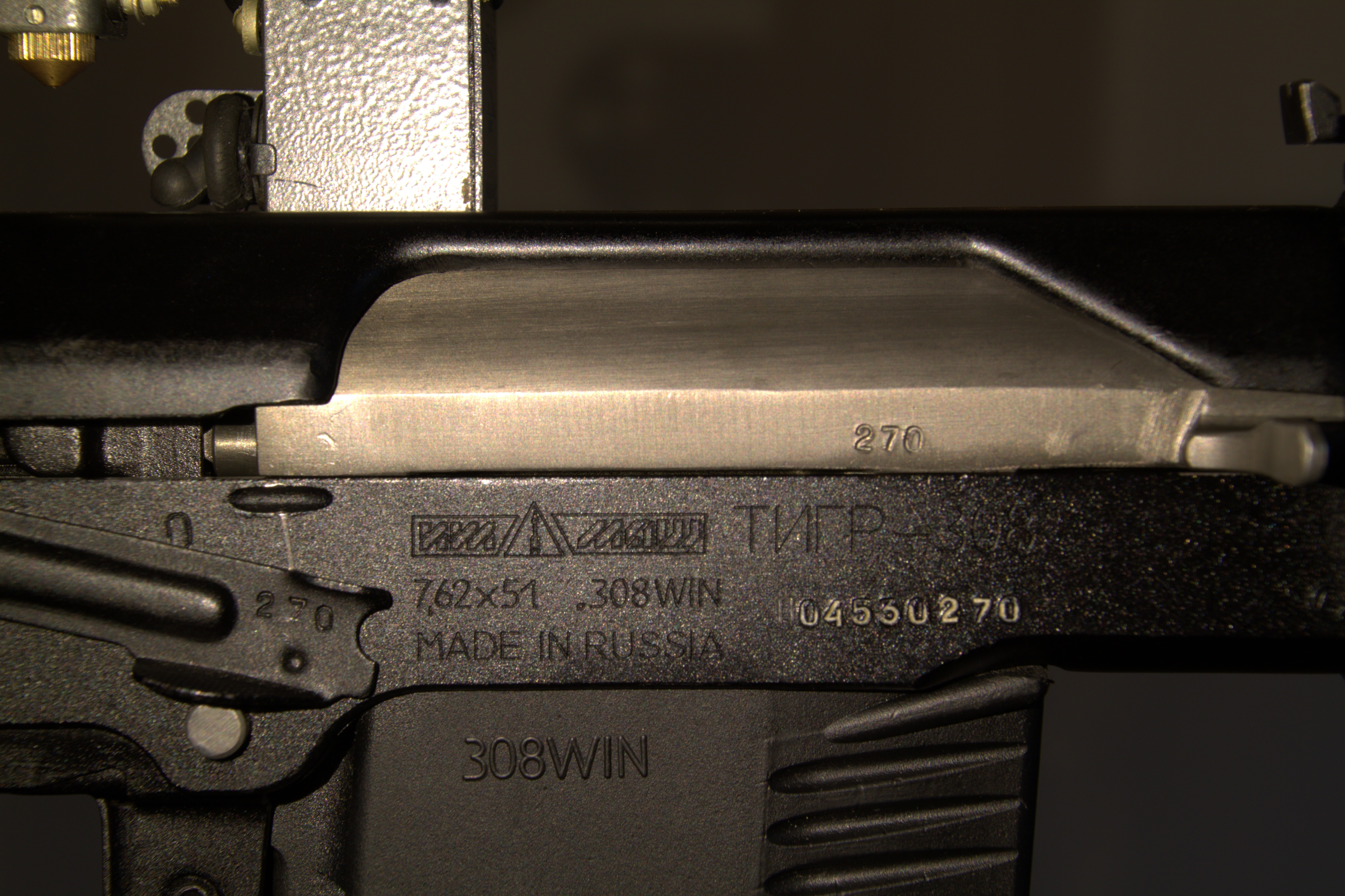
Fenêtre d'éjection fermée.

### Munitions

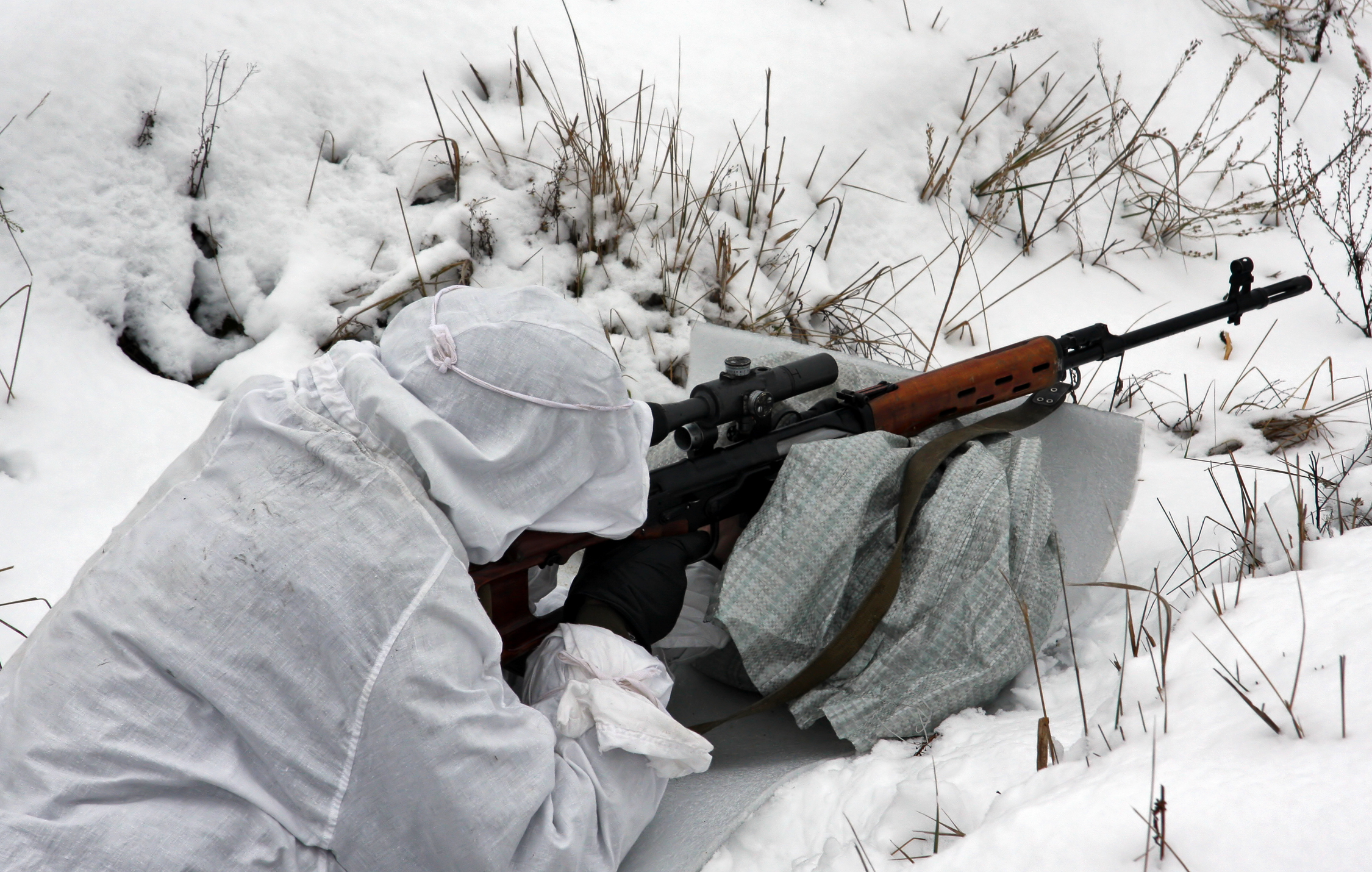
Sniper armé de Dragunov et de camouflage de neige.

Le SVD Dragunov a été conçu pour tirer la cartouche 7,62 × 54 mm R, une cartouche de fusil à rebord qui a été développée par l'Empire russe et introduite comme cartouche de service en 1891 pour le fusil à verrou Mosin-Nagant. Produites par « Fabrique  188 » (Fabrique d'équipements basse tension de Novossibirsk), les cartouches étaient estampillées uniquement du numéro « 188 » et de l'année de fabrication. Il était livré emballé avec 20 cartouches en vrac dans un paquet en papier, 22 paquets dans une boîte en métal et deux boîtes par caisse en bois, soit un total de 880 cartouches. Les emballages en papier individuels, les boîtes métalliques hermétiquement fermées et les caisses d'expédition en bois étaient marqués Снайперская (Snaiperskaya, forme adjectivale de « sniper »). Même le papier d’emballage ciré des colis en papier était recouvert d’un texte rouge pour garantir qu’il ne soit pas utilisé à mauvais escient.

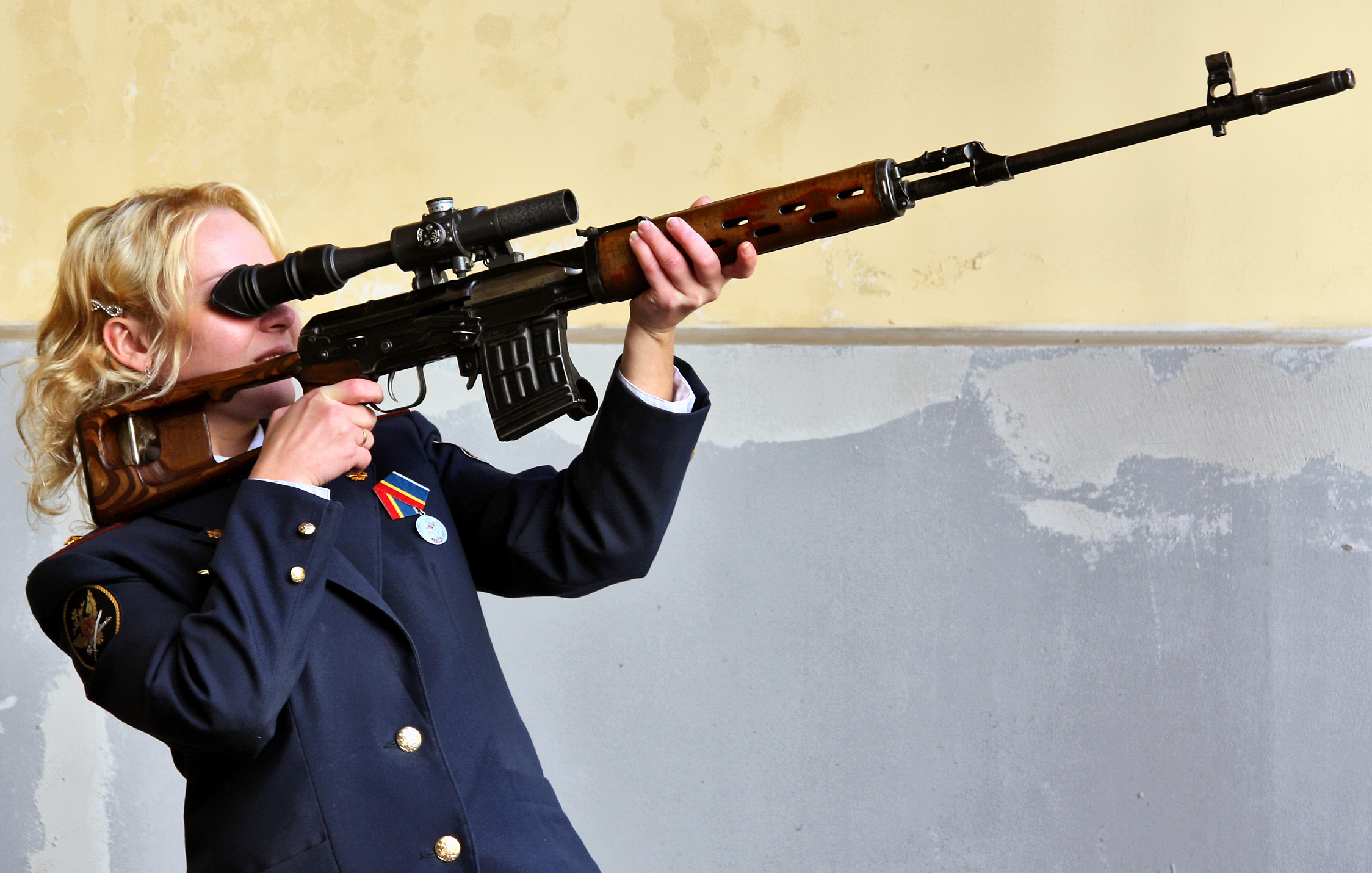
Une cadete testant la visée d'un SVD lors du tournoi de jeunesse militaire patriotique en Russie, 2010.

Pour permettre la précision souhaitée du SVD, la nouvelle munition « sniper », désignée 7N1, qui avait été conçue par V. M. Sabelnikov, P. P. Sazonov et V. M. Dvorianinov en 1966, a été adoptée pour répondre aux nouvelles normes. Il avait un coefficient balistique (G1 CB) d'environ 0,411 et (G7 CB) d'environ 0,206. Les cartouches de sniper 7N1 ne devraient pas produire plus de 1,24 MOA (minute d'arc) de propagation verticale extrême avec des canons à taux de torsion de 240 mm et pas plus de 1,04 MOA de propagation verticale extrême avec des canons à taux de torsion de 320 mm dans un groupe de 5 coups. Les exigences de précision exigées du SVD avec 7N1 sont similaires à celles du système d'arme américain M24 Sniper avec des cartouches M118SB (dispersion verticale extrême de 1,18 MOA) et du système de sniper semi-automatique M110 avec des cartouches M118LR (dispersion verticale extrême de 1,27 MOA).
La 7N1 différait de la cartouche standard LPS Gzh (57-N-323S) par son utilisation d'un propulseur finement extrudé et d'un projectile modifié contenant un vide dans la chemise à la pointe, ce qui améliorait la balistique terminale, et un noyau bimétallique en plomb et en acier doux. Avec les cartouches standard 57-N-323S, la précision du SVD était réduite à 2,21 MOA en dispersion verticale extrême. Cette munition fut remplacée par la 7N14 en 1999, qui remplaça le pénétrateur en acier doux par un pénétrateur en acier trempé en réponse aux évolutions des armure d'infanterie.
Les mécanismes internes du fusil ont été redimensionnés, afin de pouvoir utiliser des cartouches de calibre 7,62 × 54 mm R russe, et notamment la cartouche de précision B-32 APIB, qui permet de réaliser des groupements de 6 cm à 300 m, et la cartouche T-46, de type perforante et incendiaire ; l'ogive verte de cette dernière permet d'observer la trajectoire de la balle sur une distance pouvant aller à plus de 1 200 m.

### Canon
Le profil du canon est relativement fin pour gagner du poids. Son alésage est chromé pour une meilleure résistance à la corrosion et comporte quatre rainures à droite. À l'origine, le pas de vis était de 320 mm (1:12,6 po), car il était conçu pour des munitions civiles plus lourdes. En 1975, le taux de torsion a été augmenté à la norme de 240 mm (1:9,4 pouces), ce qui a réduit la précision de la cartouche de sniper 7N1 de 19 %, mais a permis l'utilisation du noyau en acier sphérique « léger » standard LPS Gzh (57-N-323S), ainsi que ses variantes (incendiaire, traçante et perforante) avec une précision acceptable. L'avant du canon comporte l'ensemble guidon et une patte de baïonnette. La bouche du canon est équipée d'un cache-flamme à fente longue fixé en permanence. Le SVD d'origine était équipé d'un garde-main/tube à gaz en contreplaqué de bouleau laminé en deux parties.

### Crosse
La crosse, à l'origine en bois, est creuse pour réduire le poids du fusil. Cette crosse « squelettisée » est équipée d'un appui-joue amovible, qui se retire lors de l'utilisation de mires métalliques. À partir des années 1980, les pièces en bois ont été remplacées par des pièces synthétiques en polymère noir.

### Viseur

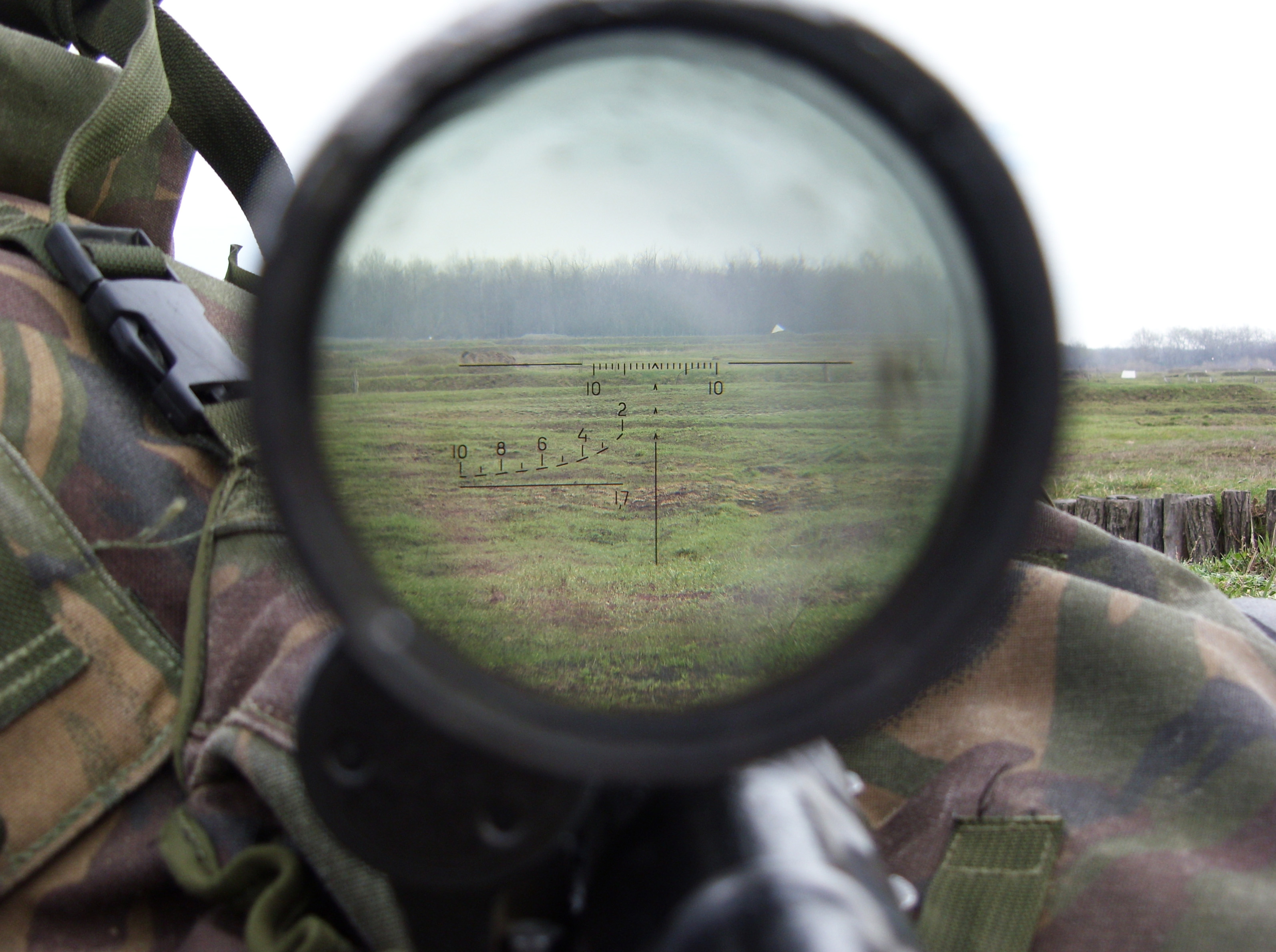
Le réticulum exclusif du PSO-1. Le télémètre est dans le coin inférieur gauche, les limites de distance plus 1 000 m sont trouvées au milieu et aux marques de stade pour le vent à gauche et à droite du réticulum central. Le réticulum est illuminé par une petite lampe alimentée par batterie.

Le fusil SVD a deux viseur, étant équipé des mires métalliques réglables avec hausse tangentielle coulissante, gradués de 100 à 1 200 mètres par paliers de 100 mètres. Ces organes de visée peuvent être utilisés avec ou sans le viseur optique standard. Ceci est rendu possible grâce au support de lunette qui ne bloque pas la zone entre les viseurs avant et arrière (respectivement le guidon et la hausse).
Le SVD était à l'origine équipé d'un viseur optique amovible PSO-1 (maintenant PSO-1M2) monté sur un rail du Pacte de Varsovie sur le côté gauche du récepteur. La tourelle d'élévation du PSO-1 dispose d'une compensation de chute de balle par incréments de 50 ou 100 mètres pour engager des cibles ponctuelles et de zone à des distances de 100 à 1 000 mètres. À plus longue distance, le tireur doit utiliser des chevrons qui modifient la trajectoire de 100 mètres pour chaque insigne. La fonction de compensation de balle doit être réglée en usine sur la trajectoire balistique spécifique d'une combinaison fusil-cartouche spécifique, à une densité d'air prédéfinie. Avec l’augmentation de la portée, des erreurs inévitables induites par la compensation se produiront lorsque les circonstances environnementales et météorologiques s’écarteront des circonstances prédéfinies pour lesquelles la compensation a été calibrée. Les tireurs peuvent être formés pour comprendre les forces primaires agissant sur le projectile et leurs effets sur leur arme et leurs munitions spécifiques, ainsi que les effets des facteurs externes à plus longue distance pour contrer ces erreurs. Le viseur PSO-1 permet d'engager des cibles de type zone à des distances supérieures à 1 300 m ; les portées efficaces dans les situations de combat ont été indiquées entre 600 et 1 300 m, selon la nature de la cible (cible ponctuelle ou zone), la qualité des munitions et les compétences du tireur.
Plusieurs viseurs télescopiques d'émission militaire alternatifs avec différents niveaux d'expansion et de réticulum sont disponibles pour le SVD. Les fusils désignés par SVDN sont équipés d'une vision nocturne, comme NSP-3, NSPU, PGN-1, NSPUM ou PCS-5 passif polonais. Les fusils désignés par SVDN-1 peuvent utiliser la vision nocturne passive NSPU-3 (1PN51) et les fusils désignés par SVDN2 peuvent utiliser la vision nocturne passive NSPUM (1PN58). Les supports commerciaux non-militaires qui se connectent au rail du Pact de Varsovie peuvent permettre l'utilisation de l'optique montée sur des rails Picatinny.

## Accessoires

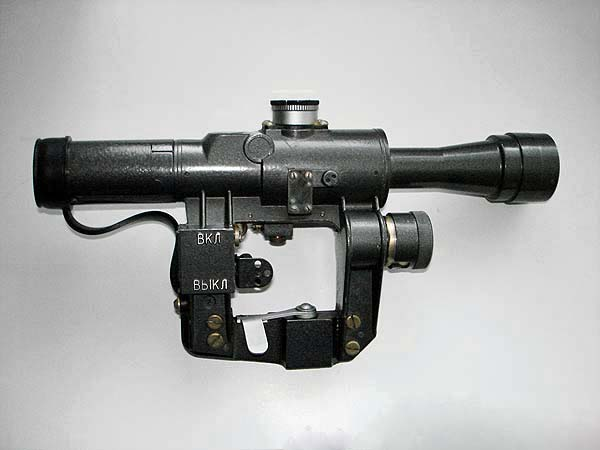
Lunette militaire télescopique PSO-1M2 4x24 avec le système d'attache du Pacte de Varsovie.

Plusieurs accessoires sont fournis avec le fusil SVD, y compris une baïonnette à lame (point découpé AKM ou baïonnette fer de lance AK-74), quatre chargeurs de rechange, une bretelle en cuir ou en nylon, un sac de chargeur, un kit de nettoyage et un kit de maintenance du viseur télescopique.
Un boîtier de batterie est également inclus pour le froid avec un "clip de chemise", avec un câble connecté en permanence - environ 24 "de long - se terminant par un autre couvercle du boîtier de la batterie, qui a une extension à appuyer contre le contact interne à la place de la batterie pour compléter le circuit. Placer le boîtier de la batterie extérieure sur les vêtements du tireur près du corps l'empêche de geler; l'utilisation du clip garantit qu'elle reste en place.
Le bipied de pince se connecte aux reliefs usinés près de l'avant du récepteur, il attrape littéralement les deux zones coupées et s'assemble en toute sécurité avec une grande tête ronde dans la vis de fixation capable de tenir fermement le bipied. Les jambes sont réglables individuellement - contrairement à la longueur fixe trouvée dans de nombreuses fusils et mitrailleuses - et peuvent être pliées et stockées en position vers l'avant, niant la nécessité de retirer le bipe avant de placer le fusil dans le boîtier de toile. Les deux jambes sont maintenues avec une pince "J", attachée à une jambe et tournée sur l'autre jambe. Les bipieds SVD soviétiques / russes d'origine atteignent un prix très élevé lorsque (rarement) apparaissent sur le marché.

## Doctrine

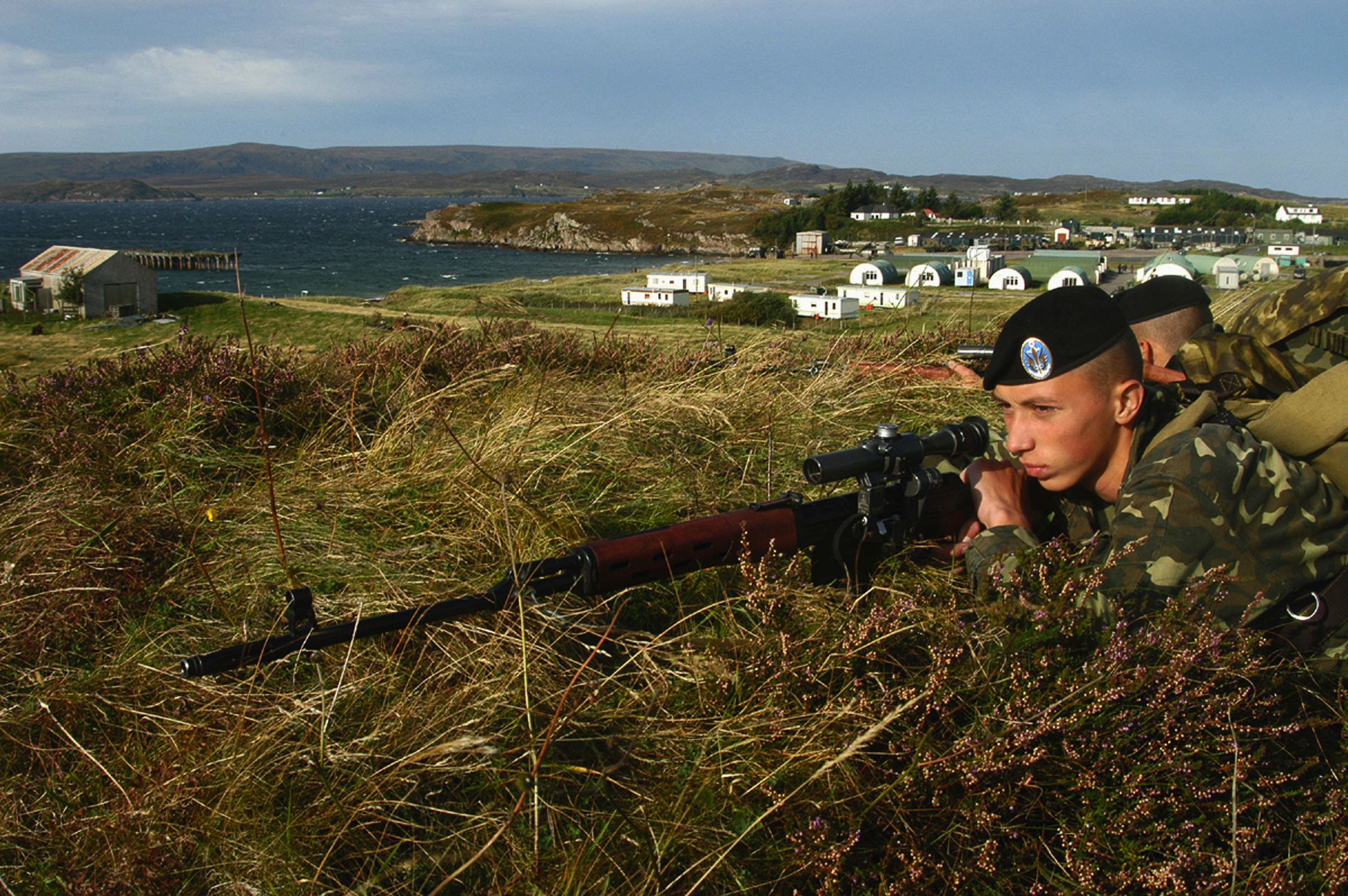
Soldat ukrainien de la 1ère compagnie de marine avec un fusil Dragunov lors d'un exercice de l'OTAN en Écosse, 2003.

Le SVD Dragunov était utilisé par les tireurs d'élite déployés dans l'armée soviétique au niveau de base du peloton de fusiliers d'infanterie motorisée. À cette fin, le fusil a été conçu pour être beaucoup plus léger que les fusils de précision plus conventionnels, ce qui le rend plus adapté à une utilisation par l'infanterie, et le fusil est semi-automatique pour privilégier le volume de tir à la précision. Leur fonction était d'étendre la portée organique de l'infanterie, et on pensait qu'un nombre relativement restreint de tireurs d'élite armés d'armes de calibre 7,62 × 54 mm R de grande puissance pourraient aider les troupes conventionnelles armées d'armes de calibre intermédiaire 7,62 × 39 mm en supprimant/harcelant des cibles et des actifs de valeur (tels que des officiers, des opérateurs radio, des équipages de véhicules, d'autres tireurs d'élite, des équipages de mitrailleuses, des équipages d'armes antichars, etc.) avec une plus grande précision et à des distances beaucoup plus grandes. Ce rôle a été rétroactivement appelé par le système américain « tireur d’élite désigné » (anglais : Designated marksman).
Une fois le fusil produit en nombre suffisant, chaque peloton d'infanterie du Pacte de Varsovie comptait au moins un tireur équipé du SVD. Les arsenaux de la République démocratique allemande comptaient près de 2 000 fusils. Les tireurs étaient souvent choisis parmi les membres du personnel qui avaient fait preuve d'une adresse exceptionnelle au tir au fusil lorsqu'ils étaient membres de la DOSAAF. On estime que ces tireurs ont 50 % de chances de toucher une cible de la taille d'un homme debout à 800 m et 80 % de chances de toucher une cible de la taille d'un homme debout à 500 m. Pour atteindre ce niveau de précision, le tireur ne pouvait pas atteindre plus de deux cibles par minute. Pour des distances inférieures à 200 mètres, la probabilité était estimée bien supérieure à 90 %, quel que soit le temps passé.

## Versions

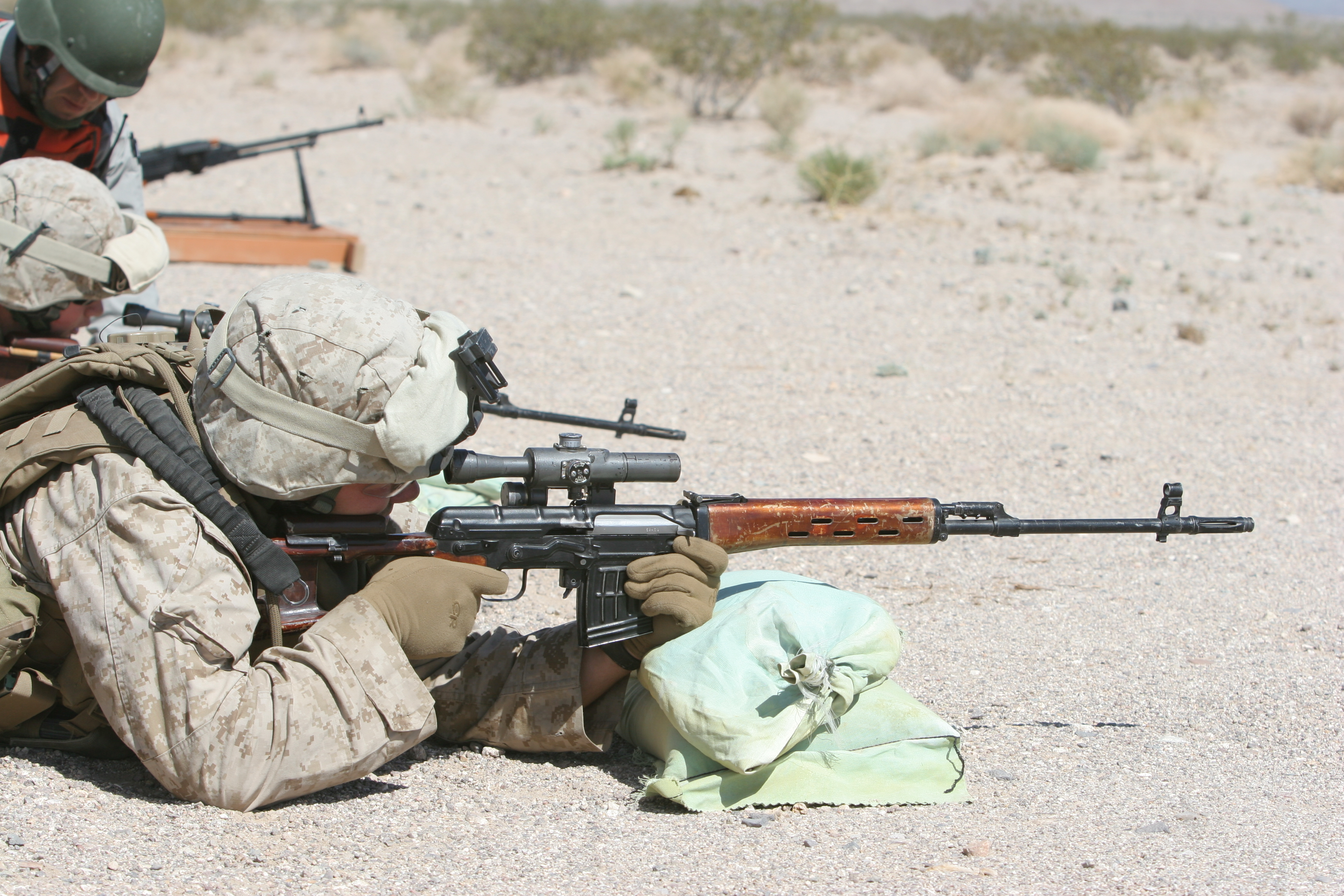
Un Marine américain teste un Dragunov.

Des copies de ce fusil ont été et sont toujours produites dans le monde entier. Certains fusils utilisent la même conception interne, comme l'Al-Kadesiah irakien, nommé d'après la bataille de Kadesiah, et les Type 79/85 chinois en 7,62 × 54 mm R et NDM-86 en 7,62 × 51 mm OTAN ; ces derniers ont été copiés sans licence après avoir été capturés lors des guerres frontalières avec le Vietnam. La Roumanie a produit le PSL/FPK et les Yougoslaves le Zastava M76 basé sur l'AK et le RPK, tous deux différents intérieurement mais remplissant le même rôle doctrinal que le SVD Dragunov de soutien organique au peloton,. Le fusil irakien Tabuk a été créé sur la base du Zastava M70 dans le même but.
La Russie produit également une version civile, appelée « Tigr » (Tigre), en calibres 7,62x54 mmR et 7,62x51 mm OTAN, généralement avec des canons plus courts. Il existe également une version de chasse, appelée Medved, qui n'est plus produite.

## Variantes

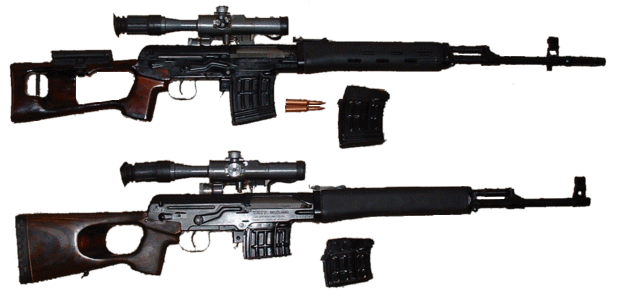
Paire de Dragunov importés aux États-Unis en tant que Tigr. Le fusil ci-dessus possède un coussinet de joue, deux chargeurs de 10 coups et un cache-flame. Le fusil ci-dessous a été commercialisé comme une « carabine » de chasse. Il n'a pas de coussinet de joue ni de cache-flame et utilise deux chargeurs de 5 coups.

SSV-58 – Prototype soumis aux essais par Yevgeny Dragunov. Ce modèle était dépourvu du cache-flamme fixe et de l'attache de baïonnette, ajoutés au fusil avant son adoption. La hausse, montée sur le couvercle, était à ouverture, et non à cran.
SVDN (6V1N) – Une série de variantes du SVD original qui ont été émises avec diverses optiques de vision nocturne.
V-70 – Prototype de fusil automatique développé en 1968. Il impliquait le développement d'un nouveau bipied, d'un canon plus épais et plus court avec une nouvelle bouche, et de chargeurs de 15/20 coups. Le bipied amovible développé pour ce projet serait utilisé sur les modèles SVD ultérieurs.
Tigr – Une variante civile du SVD, sans tenon de baïonnette, produite pour la première fois dans les années 1970. La production en série a commencé en 1992. Pour l'exportation vers les États-Unis, le piège qui empêchait le tir hors batterie devait être retiré pour se conformer à la Loi nationale sur les armes à feu (anglais : National Firearms Act). Les fusils Tigr sont dotés de canons raccourcis (520 mm) et de longueur totale (620 mm), de crosses différentes (y compris une crosse pliante de style SVDS) et de calibres 7,62 × 54 mm R, .308 Winchester, .30-06 Springfield ou 9,3 × 64 mm Brenneke.
AF – Prototype de fusil automatique développé au milieu des années 1970. Les prototypes étaient chambrés en 5,45 x 39 mm et compatibles avec les chargeurs AK-74 (plus précisément, le chargeur de 45 coups également compatible avec le RPK-74).

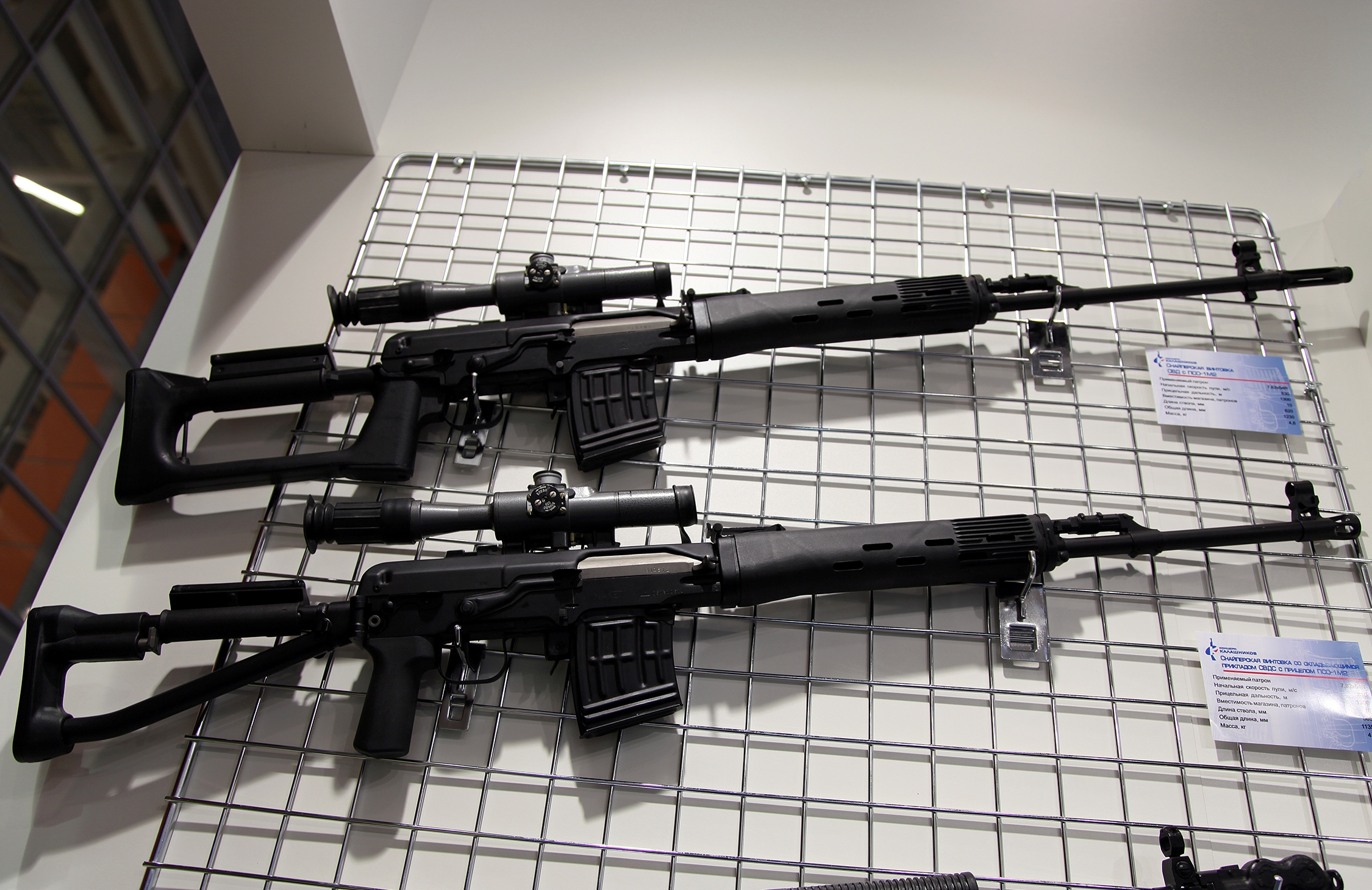
Fusils SVD (haut) et SVDS, variante raccourcie avec crosse pliante, fabriqués en Russie avec cadre synthétique moderne.

SVD-S (6V3) – Des tentatives visant à réduire la longueur du fusil pour l'utiliser par l'infanterie de marine, l'infanterie mécanisée et les parachutistes ont débuté en 1978, par l'ajout d'une crosse repliable et d'une poignée pistolet séparée. Initialement, des crosses préexistantes ont été utilisées (comme l'AKS-74), mais des problèmes ergonomiques ont nécessité le développement d'une crosse repliable dédiée. Le modèle final fut choisi parmi divers prototypes et adopté en 1995. Il comportait une crosse métallique courbée vers la droite pour éviter toute interférence avec la monture optique et un canon raccourci. La crosse comprenait une crosse en caoutchouc et une rehausse de joue. Le canon a également été alourdi, le boîtier de culasse a été renforcé, le bloc-cylindres à gaz a été amélioré et un cache-flamme conique plus court a été adopté. Les variantes SVDSN (6V3N), comme les variantes SVDN, sont simplement équipées de divers dispositifs de vision nocturne.
SVDG (6V1-10) – Un SVD à âme lisse de 10 mm développé parallèlement au programme de cartouches intermédiaires modernes pour utiliser la munition expérimentale APFSDS de 3 mm, initialement conçue pour les mitrailleuses standard. Le projet n'a pas été mis en œuvre en raison de la faible balistique terminale du projectile et de la complexité de la nouvelle arme.
Type 79/85 – Variante chinoise du SVD. Bien que sa conception soit quasiment identique à celle du SVD original, certaines pièces ne sont pas interchangeables, les dimensions étant légèrement différentes de celles des fusils de production soviétique. Un petit nombre d'entre eux étaient également chambrés en calibre .308 Winchester pour l'exportation. Les fusils exportés sont souvent appelés NDM-86 ou EM-351.
Al-Kadesiah – Variante irakienne du SVD, à ne pas confondre avec le fusil Tabuk. Bien que sa conception soit très similaire à celle du SVD, de nombreuses pièces ne sont pas interchangeables en raison de leurs dimensions et caractéristiques uniques. Par exemple, la carcasse n'est pas fraisée et est légèrement plus longue que celle du SVD, et le canon est boulonné à la carcasse plutôt que fileté. Le fusil est également équipé de chargeurs ornés d'un palmier décoratif,.
TKB-0172 – Une première conception bullpup du SVD développée par le Département de développement des armes de sport et de chasse de Tula dans les années 1980. Ce fusil avait également un canon considérablement raccourci pour réduire la longueur.
SSV-6 (6V1-6) – Chambré dans la cartouche expérimentale de 6 mm développée dans les années 1980. L'arme n'a pas été adoptée en raison de la faible efficacité de la cartouche.

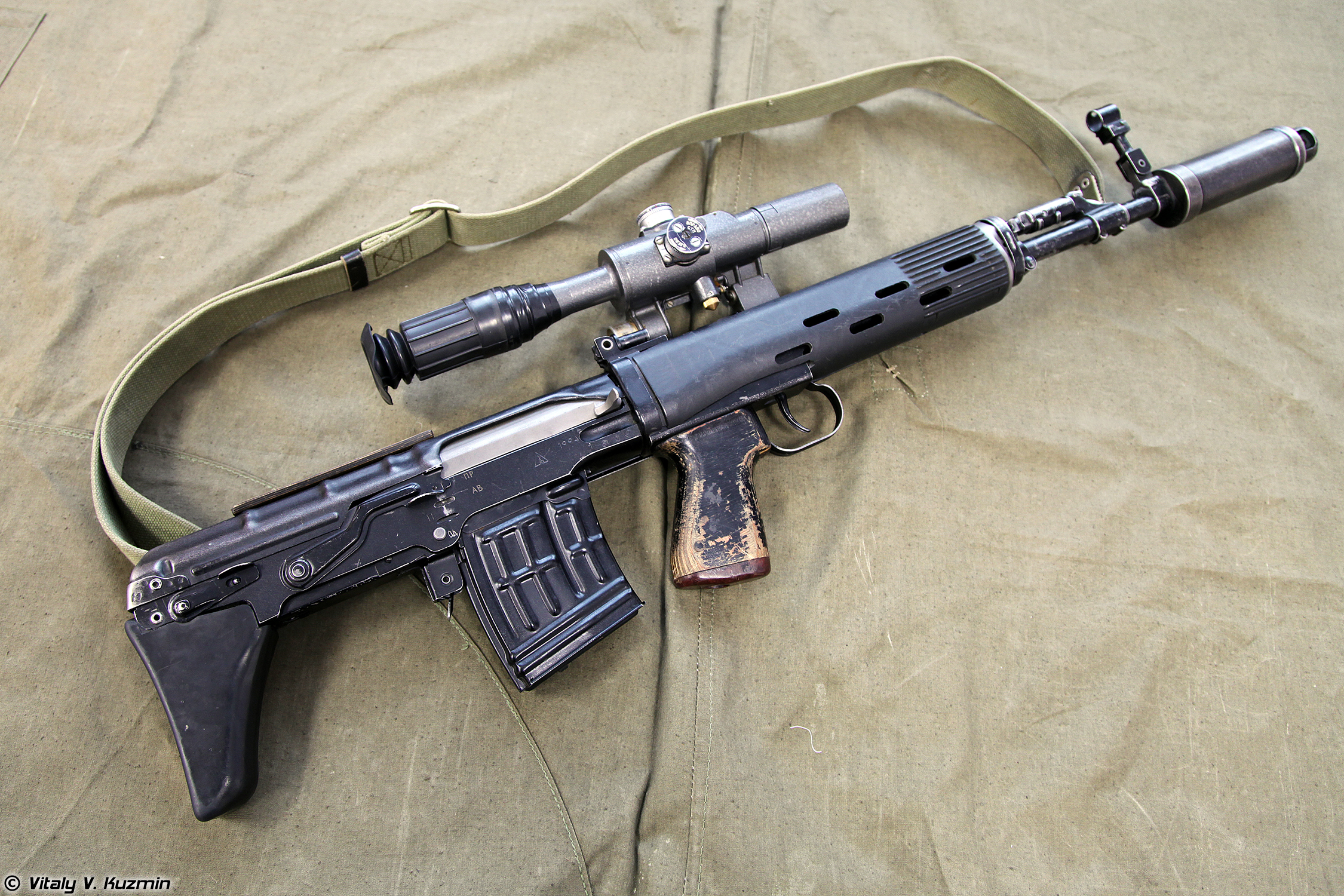
Fusil SVU-A 03 en 7,62 x 54 mm R.

OTs-03 SVU – Une variante du TKB-0172 dont la production en série a commencé en 1991 pour le MVD. Le fusil était également équipé d'un frein de bouche amélioré et d'une hausse arrière, à l'instar du prototype SVD original. Nombre d'entre eux n'étaient pas des fusils de production, mais plutôt des SVD adaptés. Une variante à tir sélectif - OTs-03A(S) SVU-A - a également été produite en petit nombre pour servir de fusil automatique, mais la capacité de tir automatique a ensuite été supprimée de la conception. Le canon raccourci d'origine a également été remplacé plus tard par un canon pleine longueur dans la conception.
SVDK (6V9) – Une variante russe expérimentale chambrée dans la cartouche 7N33 de 9,3 × 64 mm, basée sur la conception civile du Tigr.
SWD-M – Une variante polonaise modernisée du SVD adoptée en 1998 qui utilise un canon lourd, un bipied (monté sur l'avant-bras) et une lunette de visée LD-6 (6×42).

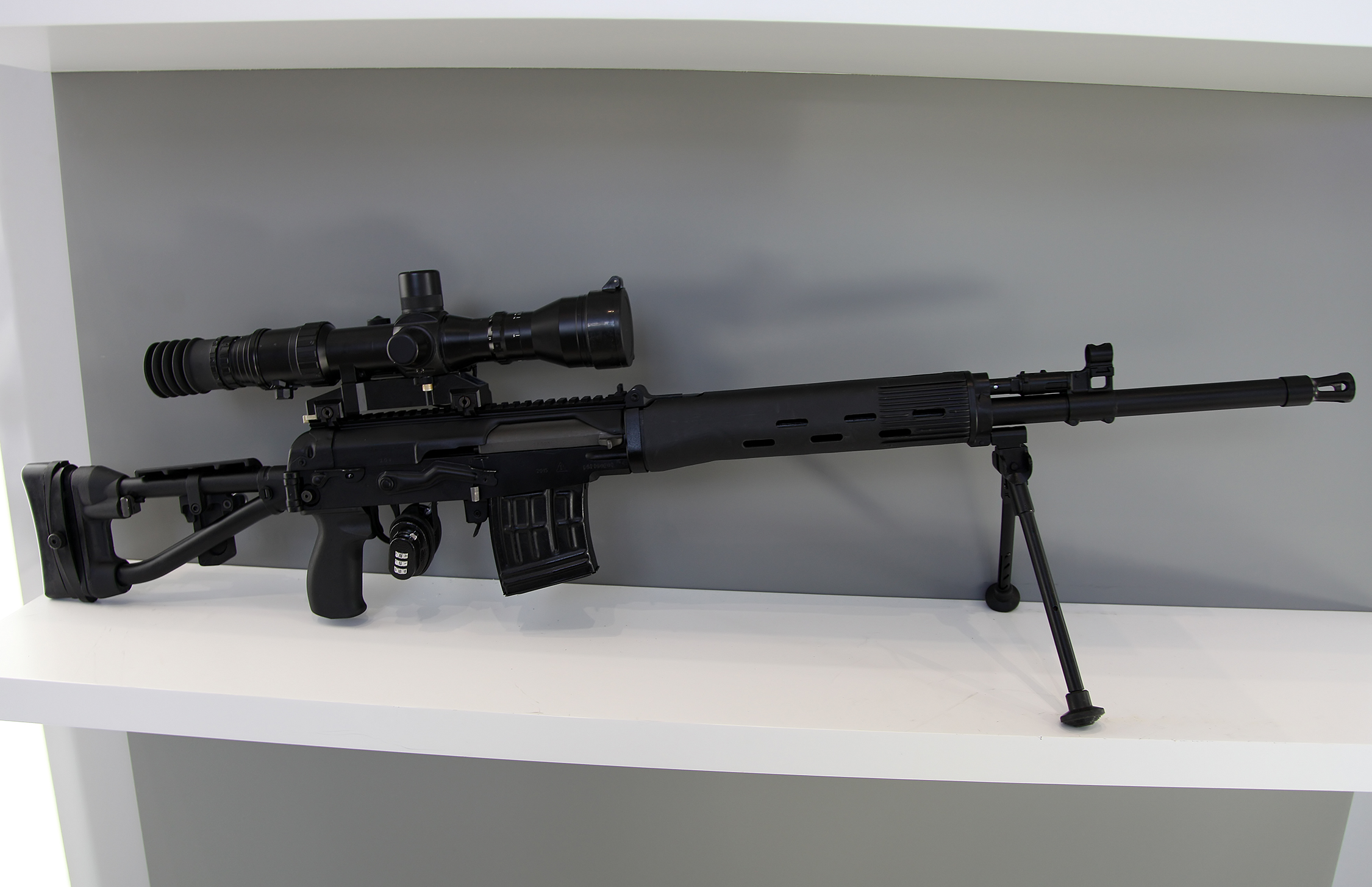
Fusil SVDM.

CS/LR19 ou NSG-85 – Une variante chinoise modernisée du Type 85 adoptée par l'Armée populaire de libération (APL) en 2014.
SVDM – Une variante modernisée du SVDS entrée en service en 2018. Par rapport à son prédécesseur, le SVDM a été notamment conçu avec un canon plus épais (et 550 mm plus long), un nouveau cadre et un rail picatinny monté sur le nouveau couvercle à charnière. La lunette de visée à puissance variable 1P88-4 (1П88-4) est utilisée comme optique de jour standard. Le fusil SVDM peut être utilisé avec un bipied amovible et un silencieux amovible rapidement. La gamme de mire métallique comprend un élément de guidon arrière simplifié et un nouvel élément de guidon avant situé au-dessus du bloc de gaz. Le SVDM mesure 1 135 mm de long (975 mm avec la crosse pliée) et pèse 5,3 kg.

## Conflits

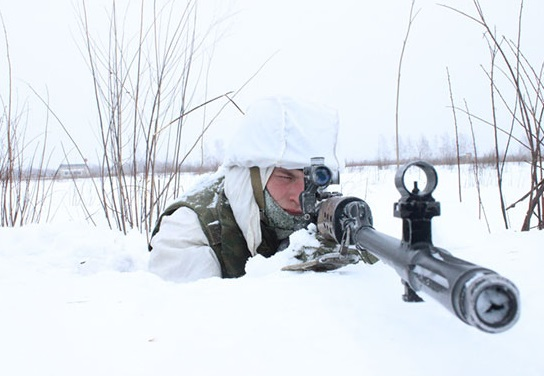
Bouche du canon et guidon du SVD.

### Années 1960
- Invasion de la Tchécoslovaquie par le pacte de Varsovie

### Années 1970
- Guerre du Vietnam[29]
- Guerre de la frontière sud-africaine
- Guerre du Liban
- Guerre entre le Cambodge et le Vietnam
- Guerre sino-vietnamienne[30]
- Guerre civile du Salvador

### Années 1980
- Guerre d'Afghanistan (1979-1989)[31]
- Guerre Iran-Irak
- Conflit kurde en Turquie
- Intervention israélienne au Liban en 1982
- Conflit au Sud-Liban
- Insurrection au Jammu-et-Cachemire

### Années 1990

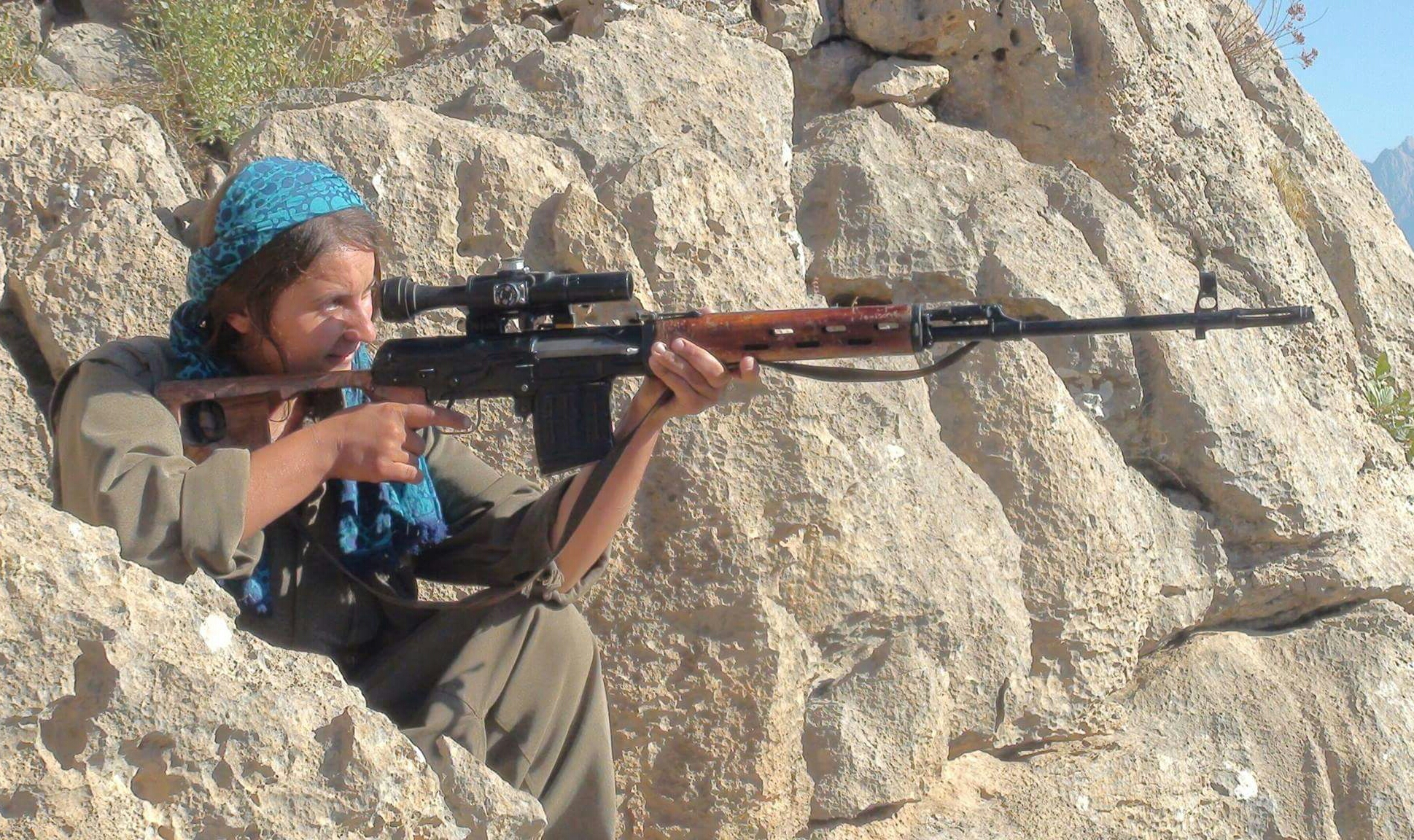
Guérilla kurde du YPG, une aile du PKK, avec le SVD Dragunov.

- Première guerre du Haut-Karabagh
- Guerre du Golfe
- Guerres de Yougoslavie
- Guerre du Dniestr
- Guerre civile du Tadjikistan
- Force d'intervention unifiée
- Guerre civile burundaise
- Première guerre de Tchétchénie[32]
- Seconde guerre de Tchétchénie[33]

### Années 2000
- Guerre d'Afghanistan (2001-2021)
- Guerre d'Irak
- Insurrection de Boko Haram

### Années 2010
- Guerre civile syrienne
- Première guerre civile libyenne
- Guerre du Mali[34]
- Seconde guerre civile irakienne
- Guerre russo-ukrainienne
- Guerre civile yéménite
- Conflit entre les Houthis et l'Arabie saoudite

### Années 2020
- Invasion de l'Ukraine par la Russie
- Deuxième guerre du Haut-Karabagh
- Guerre du Tigré
- Guerre de Gaza depuis 2023

## Utilisateurs

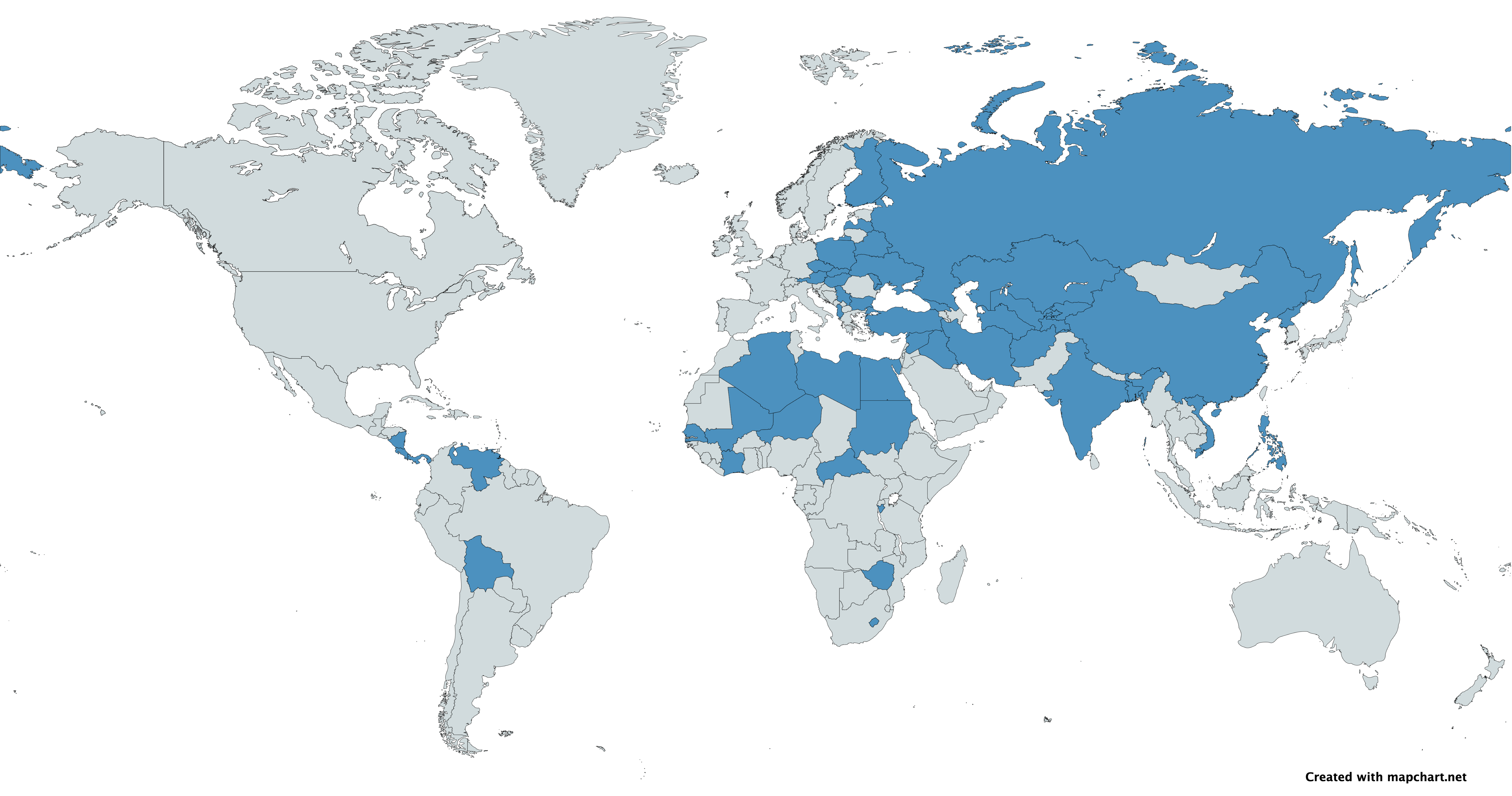
Une carte des nations qui utilisent le SVD Dragunov.

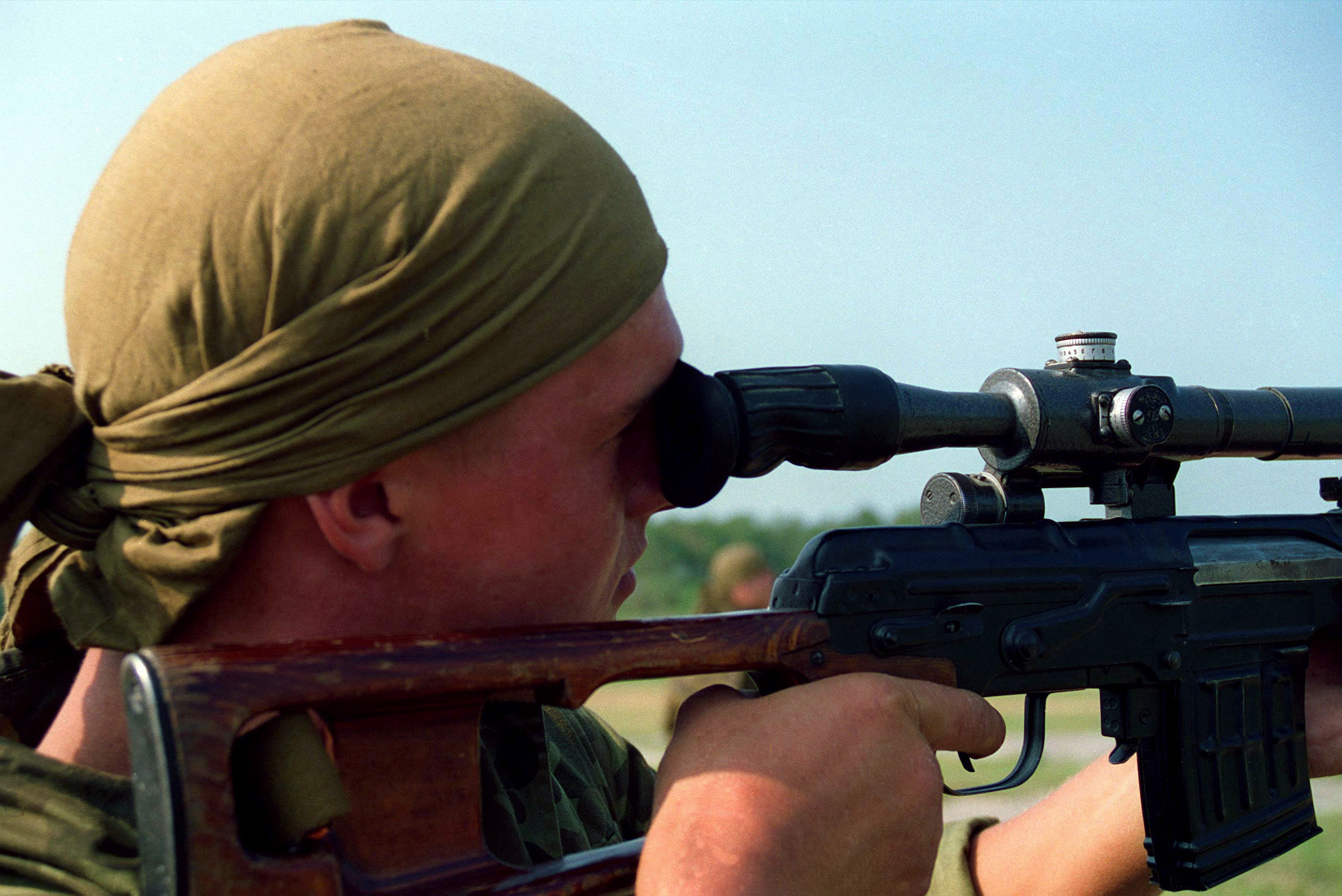
Soldat kazakh à l'entraînement avec un Dragunov.

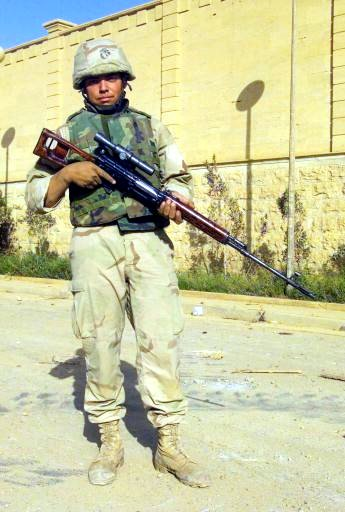
Un Marine américain tenant un SVD trouvé dans l'un des palais de Saddam Hussein à Bagdad en 2003, lors de la guerre d'Irak.

Le SVD a été en service dans la plupart des anciens pays du Pacte de Varsovie, ceux de l'actuelle Communauté des États indépendants ou dans ceux ayant reçu une aide militaire soviétique ou chinoise durant la guerre froide. Ainsi, le SVD et ses copies ont connu de nombreux conflits, depuis la guerre du Viêt Nam jusqu'à la guerre civile syrienne. Lors de la guerre d'Afghanistan, puis des guerres de Yougoslavie, ce fusil s'illustre entre les mains des snipers de tous les camps.
- Afghanistan[35]
- Albanie : copie chinoise dite Type Type 79 / Type 85, plus moderne.
- Algérie
- Arménie
- Azerbaïdjan
- Bangladesh
- Bulgarie
- Cambodge : copie chinoise dite Type Type 79 / Type 85, plus moderne.
- Côte d'Ivoire
- Croatie
- Chine : Norinco Type 79 / Type 85 plus moderne / variantes commerciales.
- Finlande, connu comme le 7.62 TKIV Dragunov
- Inde : appellation militaire : Dragunov SVD59.
- Iran : copie locale par la Defense Industries Organization, sous le nom de Nakhjir.
- Irak : copie locale par les Arsenaux irakiens, dite Al Kadesiah.
- Kazakhstan
- Liban
- Madagascar
- Maroc
- Mongolie
- Nicaragua
- Palestine
- Pologne : versions SWD / SWD-M en service
- République tchèque
- Russie
- Sénégal : Forces spéciales de la Police et de la Gendarmerie.
- Serbie : copie locale dite Zastava M91, en service.
- Slovaquie
- Sri Lanka : copie chinoise dite Type Type 79 /Type 85, plus moderne.
- Turquie
- Ukraine
- Union soviétique
- Venezuela
- Vietnam
- Yémen
- Zimbabwe

## Dans la culture populaire

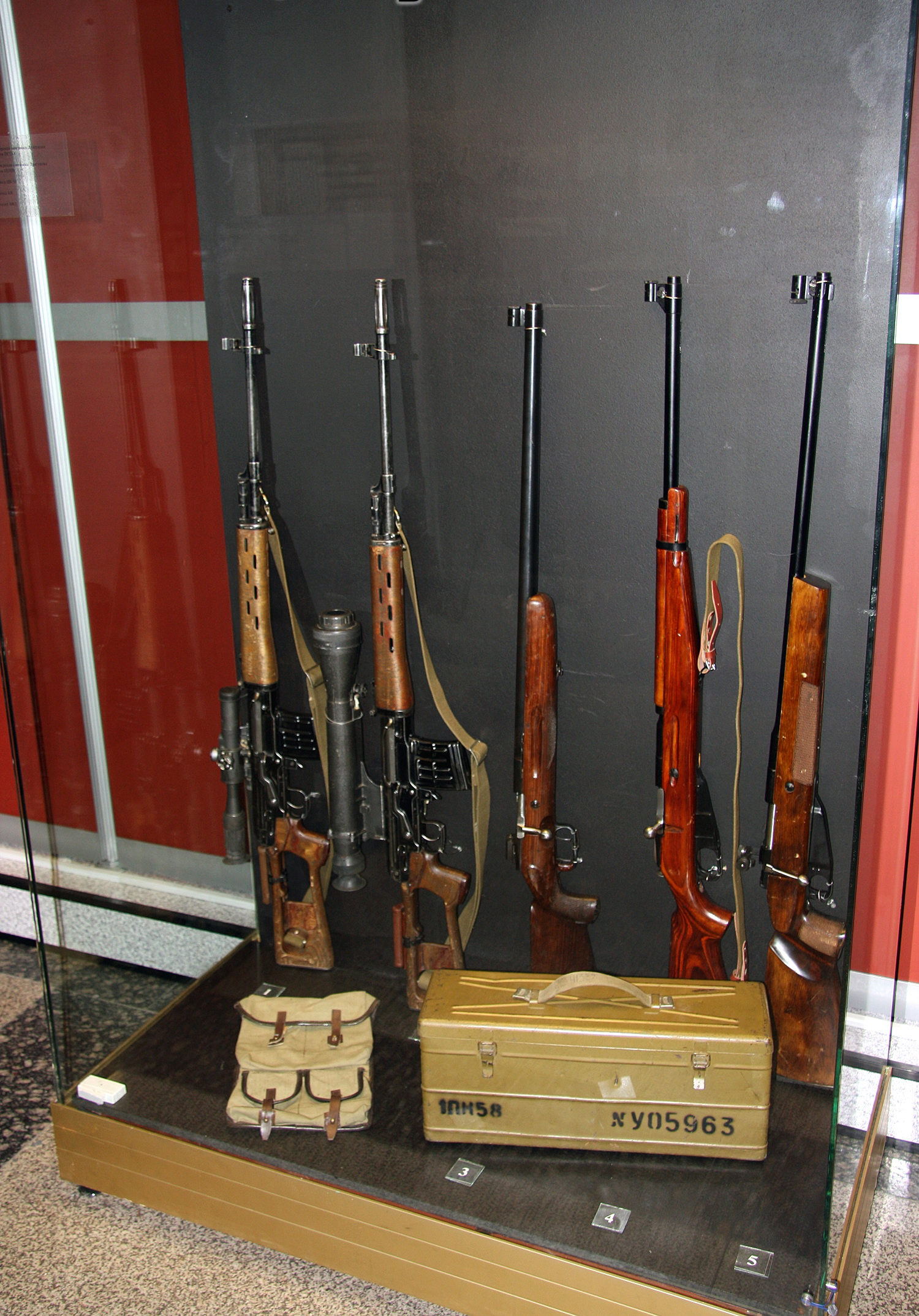
Deux exemplaires du SVD-63 exposés à l'usine d'armement d'Ijevsk. L'arme de gauche est équipée de la lunette de visée standard PSO-1, tandis que le fusil à côté est équipé de la lunette de vision nocturne 1PN58 NSPUM.

### Cinéma
Le SVD est notamment présent dans les films suivant :
- Rambo 2 : La Mission (1985) et Rambo 3 (1988) ;
- Avalon (2001) ;
- American Sniper (2014) ;
- Terminal (2018).

### Télévision
Le SVD apparait à plusieurs reprises sur le petit écran :
- dans la  première saison de 24 heures chrono ;
- dans la saison 2 de la série Burn Notice (épisodes 6 et 7) ;
- dans l'animé Hidan no Aria, Reki utilise un SVD ;
- dans l'animé Black Lagoon, Balalaïka, le chef de la mafia russe de l'hôtel de Moscou à Roanapura — un ancien capitaine de l'armée russe — est tireur d'élite expert au Dragunov.

### Bande dessinée
On peut apercevoir le SVD dans plusieurs bandes-dessinées :
- Dans le manga Gunslinger Girl, Rico utilise ce fusil ;
- Il en va de même pour plusieurs personnages de la BD d'espionnage Alpha ;
- Certains personnages de la série XIII, comme Irina Svetlanova et Jessica Martin, utilisent aussi un Dragunov, notamment à la fin de l'album Le Dernier Round.

### Jeux vidéo
Le SVD apparaît dans de nombreux jeux vidéo.
- XIII
- série ArmA :
  - ArmA
  - ArmA 2
- série Combat Mission :
  - Combat Mission: Shock Force
  - Afghanistan
  - Black Sea
- Escape from Tarkov
- série Far Cry :
  - Far Cry 2
  - Far Cry 3
  - Far Cry 4
  - Far Cry 5
  - Far Cry 6
- Hitman 2: Silent Assassin
- Insurgency: Modern Infantry Combat
- Jagged Alliance 2
- James Bond 007 - Quitte ou double
- Max Payne 2: The Fall of Max Payne
- série Metal Gear Solid :
  - Metal Gear Solid: Peace Walker
  - Metal Gear Solid 3: Snake Eater
- série Operation Flashpoint :
  - Operation Flashpoint: Cold War Crisis
  - Red Hammer
  - Resistance
- Payday 2
- PUBG: Battlegrounds
- Project IGI 2
- Resident Evil 5
- SCUM
- Squad
- S.T.A.L.K.E.R
- Survarium
- Tom Clancy's Rainbow Six 3: Raven Shield
- Tom Clancy's The Division
- Call of Duty 4: Modern Warfare
- Call of Duty: Mobile
- saga Uncharted
- Rising Storm 2 Vietnam
- Call of Duty: Warzone
- Red alert 3
- Combat reload two
- Insurgency Sandstorm
- DayZ Standalone